# まるやま佳
まるやま 佳（まるやま けい、1951年4月15日  - ）は、日本の女性漫画家。出生地は埼玉県で、本名は丸山典子。学習院女子短期大学卒業。

## 来歴
別冊マーガレット（集英社）の少女漫画スクール漫画部門で金賞受賞作品である『星くずたちの歌』が同誌の1970年7月号に掲載されデビュー。
丸顔のかわいらしい感じのキャラクターを描く。主な作品に『パリの大逆転』・『サミィの絵本』などがある。趣味は焼き物蒐集。

## 主な単行本
- 恋がとけちゃう（講談社、なかよしコミックス、1975年6月）
- サミィの絵本　全3巻（小学館、フラワーコミックス、1977年9月・1978年5月・1979年9月）
- ルウルウお手わやらかに（スタジオ・シップ、ポケットコミックス）
- パリの大逆転（スタジオ・シップ、ポケットコミックス、1978年6月）
- 親愛なるお姉さま（スタジオ・シップ、ポケットコミックス、1978年12月）
- ミィSOS!　全2巻（若木書房、ティーン・コミックス・デラックス、1979年2月・4月）
- オ〜！牡羊座 エ〜！おひつじ座（スタジオ・シップ、ポケットコミックス、1979年2月）
- 恋のABC（スタジオ・シップ、ポケットコミックス、1979年6月）
- トリオ・ザ・新扇組（若木書房、ティーン・コミックス・デラックス、1979年10月）
- エレ 花のように（スタジオ・シップ、ポケットコミックス、1980年1月）
- ちゃお!ユキとケイ　全2巻（小学館、てんとう虫コミックス、1980年4月・6月）
- あしながおじさん（小学館、てんとう虫コミックス、原作ジーン・ウェブスター、1989年12月）
- コミックストーリーわたしたちの古典、源氏物語第1巻（学校図書、改訂版1989年10月、新装版1998年7月、監修：長谷川孝士、著：柳川創造）
- コミックストーリーわたしたちの古典、源氏物語第2巻（学校図書、新装版1998年7月、監修：長谷川孝士、著：柳川創造）
- コミックストーリーわたしたちの古典、枕草子（学校図書、新装版1998年7月、監修：長谷川孝士、著：水沢遙子・柳川創造）
- コミックストーリーわたしたちの古典、伊勢物語（学校図書、改訂版1991年12月、著：柳川創造・水沢遥子）

## 画集・挿絵
- I am a girl（小学館、メルヘン・リーフ、1977年12月）
- ケイの抒情絵本－夢織りメルヘン（立風書房、リラ ポエムズ、1978年5月）
- キュリー夫人ものがたり―2度のノーベル賞 （せかいの伝記ぶんこ）（金の星社、著：桂木寛子、1990年12月）※イラストを担当。